# SK Austria Klagenfurt
Sportklub Austria Klagenfurt (normalt bare kendt som Austria Klagenfurt) er en østrigsk fodboldklub fra byen Klagenfurt. Klubben spiller i 2. Liga, og har hjemmebane på Wörthersee Stadion. Klubben blev grundlagt i 2007.